# Alfons Novickis
Alfons Novickis (* 12. November 1906 in Riga; † 3. November 1931 ebenda) war ein lettischer Fußballnationalspieler.
Novickis, welcher als Mittelfeldspieler aktiv war, begann seine Karriere beim LNJS Riga. Von dort wechselte er zum Rigas FK und später zu Rigas Vanderer. Zwischen 1929 und 1931 absolvierte er neun Länderspiele für die Nationalmannschaft Lettlands. Am 3. November 1931 beging er Selbstmord, da er unter einem starken Alkoholproblem litt.